# Scottish Open 1972
Die Scottish Open 1972 im Badminton fanden vom 14. bis zum 15. Januar 1972 in Edinburgh statt.

## Sieger und Platzierte
| Disziplin    | Gold                         | Silber                      | Bronze                       |
| ------------ | ---------------------------- | --------------------------- | ---------------------------- |
| Herreneinzel | Ray Stevens                  | Derek Talbot                | Mike Tredgett                |
| Herreneinzel | Ray Stevens                  | Derek Talbot                | David Eddy                   |
| Dameneinzel  | Margaret Beck                | Gillian Gilks               | Barbara Beckett              |
| Dameneinzel  | Margaret Beck                | Gillian Gilks               | Nora Gardner                 |
| Herrendoppel | Robert McCoig Fraser Gow     | David Horton Elliot Stuart  | Mac Henderson John Britton   |
| Herrendoppel | Robert McCoig Fraser Gow     | David Horton Elliot Stuart  | Derek Talbot David Eddy      |
| Damendoppel  | Gillian Gilks Bridget Cooper | Margaret Beck Helen Horton  | Kay Nesbit Barbara Beckett   |
| Damendoppel  | Gillian Gilks Bridget Cooper | Margaret Beck Helen Horton  | Mary Odell Christine Stewart |
| Mixed        | Derek Talbot Gillian Gilks   | Robert McCoig Margaret Beck | David Eddy Bridget Cooper    |
| Mixed        | Derek Talbot Gillian Gilks   | Robert McCoig Margaret Beck | Fraser Gow Christine Stewart |

## Finalresultate
| Disziplin    | Sieger                       | Finalist                    | Ergebnis            |
| ------------ | ---------------------------- | --------------------------- | ------------------- |
| Herreneinzel | Ray Stevens                  | Derek Talbot                | 15–1, 3–15, 15–10   |
| Dameneinzel  | Margaret Beck                | Gillian Gilks               | 6–11, 11–4, 11–4    |
| Herrendoppel | Robert McCoig Fraser Gow     | David Horton Elliot Stuart  | 12–15, 15–10, 15–11 |
| Damendoppel  | Gillian Gilks Bridget Cooper | Margaret Beck Helen Horton  | 17–15, 15–6         |
| Mixed        | Derek Talbot Gillian Gilks   | Robert McCoig Margaret Beck | 15–9, 15–11         |